# 朴惠珍
朴惠珍（1990年7月22日—），韩国女子篮球运动员，司职后卫，她曾获得2014年亚洲运动会金牌和2018年亚洲运动会银牌。她也曾随国家队参加2020年夏季奥林匹克运动会。